# Гребенечуб андійський
Гребенечуб андійський (Rupicola peruvianus) — вид горобцеподібних птахів родини котингових (Cotingidae). Національний птах Перу.

## Розповсюдження
Вид поширений в Андах від венесуело-колумбійського кордону на південь до північно-західної Болівії. Мешкає у високих і вологих хмарних лісах Амазонки, розташованих на східному схилі гірського масиву Анд на висоті від 500 до 2400 метрів над рівнем моря.

## Опис
Довжина тіла 30,5–32 см. Помітний чітко виражений статевий диморфізм. Самець має червоне або помарнчево-червоне оперення (залежно від підвиду). Хвіст і крила чорні з широкими білими елеронами третього порядку. Самиця — темна, рудувато-коричнева, з білими очима і невеликим чубчиком.

## Підвиди
- Rupicola peruvianus sanguinolentus Gould, 1859 — Західні Анди Колумбії та північно-західного Еквадору.
- Rupicola peruvianus aequatorialis Taczanowski, 1889 — Анди західної Венесуели, центральні та східні Анди Колумбії та східний схил в Еквадорі та Перу.
- Rupicola peruvianus peruvianus (Latham, 1790) — центральне Перу.
- Rupicola peruvianus saturatus Cabanis & Heine, 1860 — південно-східне Перу і західна Болівія.